# Велики Боч
Велики Боч (словен. Veliki Boč) је насељено место у општини Селница об Драви, Подравска регија, Словенија.

## Историја
До територијалне реорганизације у Словенији био је у саставу старе општине Руше. После Првог светског рата насеље је (заједно са насељем Градишче на Козјаку) подељено новоуспостављеном државном границом између Аустрије и Краљевине СХС. Део насеља који је остао у Аустрији под именом Гросвалц данас се налази у општини Leutschach an der Weinstraße (словен. Lučane), у округу Лајбниц, у савезној покрајини Штајерској.

## Становништво
У попису становништва из 2011. године, Велики Боч је имао 106 становника.
| Број становника према пописима | Број становника према пописима | Број становника према пописима |
| ------------------------------ | ------------------------------ | ------------------------------ |
| 1991                           | 2002                           | 2011                           |
| 120                            | 100                            | 106                            |

Напомена: Године 1994. смањен за део насеља који је са издвојеним деловима из насеља Градишче на Козјаку, Вурмат и Згорњи Боч спојен у ново самостално насеље Свети Дух на Острем врху.